# Schiaparelli EDM
El Schiaparelli EDM (del inglés Entry, Descent and Landing Demonstrator Module), llamado también ExoMars EDM, es un módulo de descenso del programa ExoMars, destinado a proporcionar a la Agencia Espacial Europea (ESA) y la Roscosmos la tecnología para el aterrizaje en la superficie de Marte.
Se puso en marcha junto con el ExoMars Trace Gas Orbiter (TGO) el 14 de marzo de 2016 y el 19 de octubre de 2016 se estrelló en la superficie, a 540 km/h, a causa de un mal funcionamiento del software. El módulo estaba equipado con una batería eléctrica no recargable con energía suficiente para cuatro soles. 

## Resumen

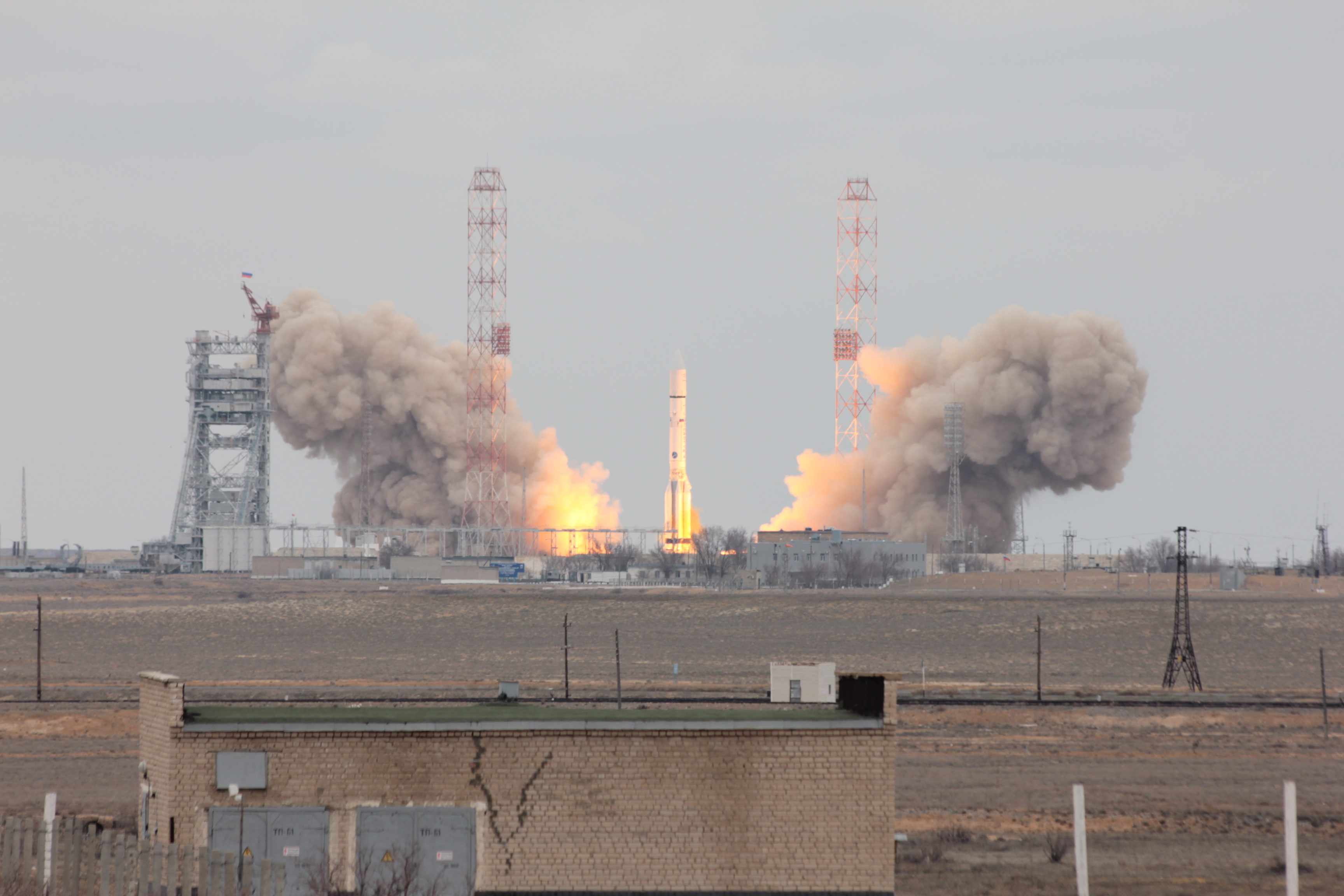
Lanzamiento de ExoMars 2016 el 14 de marzo de 2016 a bordo de un cohete Proton-M desde el cosmódromo de Baikonur.

Después de un viaje de siete meses, la sonda Schiaparelli EDM se separó del orbitador el 16 de octubre de 2016, cuatro días antes de llegar a Marte, estando previsto su aterrizaje en la región de Meridiani Planum el 19 de octubre del mismo año.
El 21 de octubre de 2016, la NASA publicó una imagen mostrando lo que parece ser el lugar donde finalmente se estrelló la sonda
Nuevas imágenes efectuadas por la cámara HiRISE de la Mars Reconnaissance Orbiter (MRO) mostraron con mejor resolución los restos del módulo debido al impacto

## Características

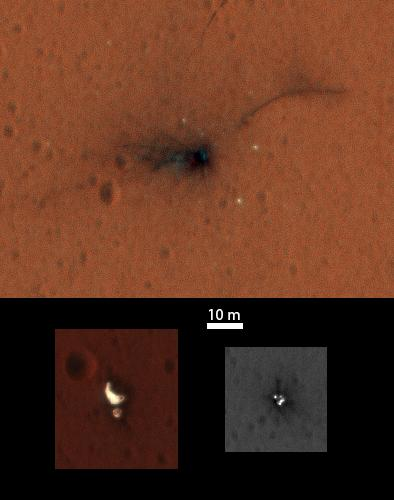
Fotografía del punto donde se estrelló la Schiaparelli EDM, tomada por HiRISE.

ExoMars EDM tenía la forma de un platillo de un diámetro de 2,4 metros, con una masa de 600 kg. La sonda llegaría al planeta durante la estación de las tormentas de arena y estaba concebida para poder hacer cara a la climatología marciana. Comprendía un escudo térmico anterior, un escudo posterior, un paracaídas, un conjunto de motores-cohete destinados a asegurar el frenado final y un radar altímetro Doppler. Un conjunto de sensores tomaba medidas durante el descenso que fueron transmitidas hacia la Tierra para permitir controlar el comportamiento del módulo.  Este no disponía de placas solares y tenía una expectativa de vida de 8 soles (días marcianos), limitada por la capacidad de sus baterías. ExoMars EDM disponía de una pequeña carga útil que permitiría estudiar su medio ambiente después del aterrizaje. La parte de la sonda que llegaría al suelo marciano ya solo pesaría 300 kg, después de separación de los escudos, paracaídas y a tenor del consumo de carburante.
El escudo posterior en forma de cono con un ángulo de 47° estaba realizado en aluminio de 25 mm de espesor cubierto por una capa de carbono de 0,3 mm de espesor con refuerzos que alcanzaban 1,2 mm. El escudo anterior tenía la forma de un cono mucho más abierto (70°). El aislante térmico estaba constituido por los mismos materiales ablativos que se utilizaron para el Beagle 2 y el ARD. El espesor fue como máximo de 16,8 sobre el escudo anterior y va de 7,9 a 9 mm sobre el escudo posterior. Estaba concebido para resistir a un flujo de 2,1 kW por m². El escudo térmico estaba equipado de una batería de sensores que permitieron seguir el desarrollo de las operaciones.
El paracaídas, de un diámetro de 12 metros, fue desplegado gracias a un mortero mientras el módulo de descenso descendía a una velocidad de Mach 2,1. Constituía una evolución de la maquinaria puesta al punto para la sonda Huygens. La propulsión, utilizada durante la última fase del descenso para suavizar el aterrizaje, estaba asegurada por 9 motores-cohete de tipo CHT-400 agrupados en conjuntos de 3. Cada motor disponía de un empuje unitario de 400 newtons y consumía la hydrazina almacenada en tres depósitos con una capacidad máxima de 45 kg.  El carburante se mantenía a presión por helio y era inyectado a 24 bares en el espacio de combustión.  Los retropropulsores debían funcionar por treinta segundos y apagarse a dos metros sobre la superficie; una estructura de la firma española SENER debía absorber el impacto de la caída libre final de dos metros.
La electrónica embarcada incluyó dos unidades de medición inercial, un radar altímetro Doppler que permite conocer a la vez la velocidad y la distancia del suelo, dos sensores solares utilizados inmediatamente después de la separación con ExoMars TGO para determinar la orientación del módulo de descenso, dos computadores de a bordo y cuatro antenas. Estos equipos fueron instalados sobre una plataforma que incluía la estructura de SENER para absorber la colisión final. En el momento en que los propulsores debían extinguirse, justo antes del contacto, la velocidad vertical debió ser inferior o igual 1 metro por segundo.

## Especificaciones
| Diámetro                | 2,4 m                                                                      |
| Altura                  | 1,8 m                                                                      |
| Masa                    | 600 kg                                                                     |
| Material escudo térmico | Norcoat Liege                                                              |
| Estructura              | Sándwich de aluminio con fibra de carbono con capas de polímero reforzadas |
| Paracaídas              | Dosser Disk-Gap-Band12 m de diámetro                                       |
| Propulsión              | 3 clústeres de 3 motores de impulso de hidrazina (400 N cada uno)          |
| Energía                 | Batería no recargable                                                      |
| Comunicaciones          | Enlace de UHF con la ExoMars Trazo Gas Orbiter                             |